# ヨン・フランセン
ヨン・ホーコン・フランセン（John Hakon Frandsen, 1918年7月10日 - 1996年7月18日）は、デンマーク出身の指揮者。

## 経歴
1918年、コペンハーゲン生まれ。地元のデンマーク音楽アカデミーでオルガンを専攻し、1938年から1953年までコペンハーゲン大聖堂のオルガニストを務めた。
1945年にデンマーク放送交響楽団を指揮して指揮者デビューを果たし、1946年から1980年までデンマーク王立管弦楽団の首席指揮者を務めた。任期中には新作のオペラを積極的に上演し、1947年にはベンジャミン・ブリテンの『ピーター・グライムズ』のデンマーク初演を成し遂げている。1950年からはデンマーク王立歌劇場の附属アカデミーで教鞭もとった。1969年から1980年までヘルシンボリ交響楽団の首席指揮者も務めた。1980年から1985年までデンマーク放送の音楽顧問を務め、以後はデンマーク王立歌劇場に客演指揮を繰り返した。カール・ニールセンの作品も積極的に演奏した功績から、1981年にはカール・ニールセン協会から表彰されている。
1996年、コペンハーゲンで死去した。

## 註
1. ↑  dacapo-records.dk